# 阿久津貴史 (実業家)
阿久津 貴史（あくつ たかふみ、1971年2月13日 - ）は、日本の実業家。株式会社ギンガシステム代表取締役社長。

## 人物・来歴
東京都出身。1994年3月立教大学経済学部を卒業し、1994年4月に藤和不動産株式会社に入社。その後、コンサルティング会社である株式会社ベンチャー・リンクを経て飲食業界に進出し、株式会社焼肉坂井ホールディングスグループの代表取締役を退任した後、MBOによりギンガシステム株式会社の代表取締役社長を務める。

## 経歴
- 1994年 - 立教大学経済学部経営学科卒業
- 1994年 - 藤和不動産株式会社（東証１部上場）入社
- 2000年 - 株式会社ベンチャー・リンク（東証１部上場）入社
- 2006年 - 株式会社パオ（東証２部上場）代表取締役社長就任
- 2018年 - 株式会社焼肉坂井ホールディングス（東証スタンダード上場）代表取締役社長就任
- 2023年 - 株式会社ギンガシステム代表取締役社長就任